# منطقه هوکوشین

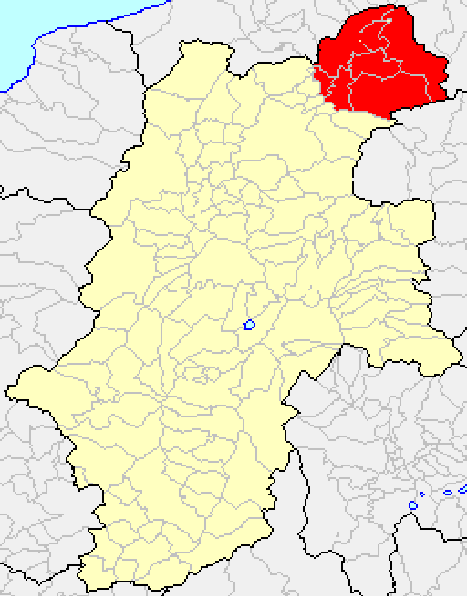

منطقه هوکوشین (به ژاپنی: 北信地域 ほくしんちいき)، به منطقه ای از ناحیه هوکوشین در استان ناگانو اشاره دارد. از آن برای تقسیم استان ناگانو به ۱۰ منطقه استفاده می‌شود.